# Gonosz Con Carne
A Gonosz Con Carne (eredeti cím: Evil Con Carne) amerikai televíziós rajzfilmsorozat, amelyet a Cartoon Network Studios gyártott. Eredetileg a Billy és Mandy kalandjai a kaszással-lal közösen szerepelt a 2000-ben debütált Grim & Evil műsorban. Külön sorozatként mindössze 9 részt ért meg. A főszereplő, Hector Con Carne valaha piszkosul gazdag volt, ám mikor főellensége, egy Kommandós Ökle nevű tőkehal felrobbantotta, csak az agya és a gyomra maradt épségben. A megmaradt testrészeket Fondor doktornő, az őrült tudós hozzácsatolta Boskovhoz, a cirkuszi medve testéhez. Hector Con Carne visszavonult a szigetére, és a világuralomra törésének terveit szövögeti. Amerikában a Cartoon Network vetítette, Magyarországon szintén a Cartoon Network sugározta. Kapcsolódó: Billy és Mandy kalandjai, Zord és gonosz.

## Szereplők
Hector Con Carne
Hector a főszereplő, aki mára csak egy agy és egy gyomor Boskov testéhez csatolva. Magyar hangja: Vass Gábor.
Fondor doktornő
Egy tudós, Hector Con Carne szolgálatában. Magyar hangja: Györgyi Anna.
Heg tábornok
Ő is Hectornak dolgozik, akitől legszívesebben megszabadulna. Gyakran feltűnik a Billy és Mandy kalandjai a kaszással sorozatban is, ahol Billy-ék szomszédja lesz. Magyar hangja: Győri Péter.
Boskov
A valaha cirkuszi medve, most Hector Con Carne irányítása alatt van. Idomárja az orosz Vlagyimir Vladosovoskovics volt.

## Epizódok
| #            | Magyar cím                  | Angol cím                 |
| ------------ | --------------------------- | ------------------------- |
|              |                             |                           |
| ELSŐ ÉVAD    |                             |                           |
|              |                             |                           |
| 01.          | Hektor elcsapja a gyomrát   | Gutless                   |
| 01.          | A gyilkos robotok napja     | Day of the Dreadbots      |
| 01.          | A rontás serege             | League of Destruction     |
|              |                             |                           |
| 02.          | Ebadta kölke                | Son of Evil               |
| 02.          | Karátültetés                | The Right to Bear Arms    |
| 02.          | Bombanő                     | The Trouble With Skarrina |
|              |                             |                           |
| 03.          | Szuperhősök, hajrá!         | Go Spork!                 |
| 03.          | Boskov nagy napja           | Boskov's Day Out          |
| 03.          | Hector kontra Ökle          | Cod vs. Hector            |
|              |                             |                           |
| MÁSODIK ÉVAD |                             |                           |
|              |                             |                           |
| 04.          | Max Courage                 | Max Courage               |
|              |                             |                           |
| 05.          |                             | The Mother of All Evils   |
| 05.          | A HCCSzNSz                  | The HCCBDD                |
|              |                             |                           |
| 06.          | A legfőbb gonosz            | Ultimate Evil             |
|              |                             |                           |
| 07.          |                             | No No Nanuk               |
| 07.          | Kamaszbálvány               | Teenage Idol              |
|              |                             |                           |
| 08.          | Dugóban                     | Gridlocked and Loaded     |
| 08.          | Fool's Paradise             |                           |
|              |                             |                           |
| 09.          |                             | Jealousy, Jealous Do      |
| 09.          | Hector, King of the Britons |                           |
|              |                             |                           |